# John Kassir
John Kassir (ur. 24 października 1957 w Baltimore w stanie Maryland, USA) – amerykański aktor. Popularny między innymi dzięki podkładaniu głosu pod Strażnika Krypty w Opowieściach z Krypty.